# Уроки Октября
«Уроки Октября» — вступительная статья, написанная Львом Троцким к третьему тому своего собрания сочинений, получившему название «Историческое подготовление Октября».

## История и описание
Вторую половину лета и часть осени 1924 года член Политбюро и наркомвоенмор Лев Давидович Троцкий провёл в Кисловодске — в санатории имени Троцкого, получившем имя наркома в том же году (сегодня — «Жемчужина Кавказа») — где «пил нарзан и проводил другие лечебные процедуры». Здесь он, «располагавший и временем и аппаратом», приступил к подготовке издания своего собрания сочинений.
В 1925 году первым увидел свет третий том «Историческое подготовление Октября», посвященный событиям 1917 года. Газета «Правда» разместила на своих страницах объявление о предстоящей публикации: наряду с заметками о выходе других крупных работ Ленина и ряда других ведущих большевиков, а также — русскоязычного издания книги Джона Рида «Десять дней, которые потрясли мир»; работы выходили как часть празднования седьмой годовщины Октябрьской революции. Редактором книги Троцкого стал Наум Ленцнер, который вскоре «удостоился весьма нелестных оценок» со стороны Сталина — за комментарии, положительно оценивавшие роль Троцкого в революции. Квинтэссенцией тома стала вступительная статья Троцкого, которая была им названа «Уроки Октября» — для других томов автор вступительных статей не писал, ограничиваясь короткими предисловиями.
В статье Троцкий подробно останавливался на совещании большевистских деятелей, на котором впервые выявились «острые противоречия» между правыми и левыми членами партии. Троцкий приводил письмо Каменева и Зиновьева от 11 октября 1917 года, написанное после заседания ЦК (10 октября), на котором «после острых споров» было принято решение о проведении в ближайшее время вооруженного восстания. Данным письмом Каменев и Зиновьев предприняли попытку «не допустить вовлечения партии» в «опасную авантюру». Таким образом, Троцкий раскрывал одну из сокровенных тайн высшего большевистского руководства, что делало его сочинение политическим документом.
16 сентября 1924 года Троцкий подписал «Уроки Октября» к печати, а уже через четыре недели появилась первая корректура, которая была немедленно доставлена Каменеву, курировавшему в тот период издательское дело в СССР. Том со статьёй было решено напечатать. Первые 5000 экземпляров разошлись среди подписчиков очень быстро и только отсутствие достаточного количества бумаги останавливало выход оставшегося тиража (35 000 экземпляров). До Москвы вскоре дошли слухи, что местные власти запрещали продажу книги, в результате чего сам Сталин был вынужден в середине ноября написать в Госиздат для разъяснения ситуации.

## Реакция. «Литературная дискуссия»
«Уроки Октября», как и «предшествовавшая» ей работа Троцкого «Новый курс» стали основными произведениями, критиковавшимися в советской печати в рамках кампании, получившей название «литературная дискуссия».

## Критика
Авторы четырёхтомной биографии Троцкого Юрий Фельштинский и Георгий Чернявский считали, что главная задача статьи состояла в том, чтобы «разрушить авторитет» Зиновьева и Каменева и, тем самым, «нанести косвенный удар» по Сталину: для этого Троцкий использовал политическую позицию Зиновьева и Каменева в октябре 1917 года, «развенчивая легенду» о том, что они были соратниками Ленина при подготовке захвата власти. «Бесспорным положительным героем» статьи был Владимир Ленин, а его верным соратником — сам Троцкий; антиподом Ленина был представлен Каменев; аналогичные роли отводились Зиновьеву и Ногину.
Профессор Ричард Дэй полагал, что Троцкий «совершил трагическую ошибку», выбрав в качестве мишени Зиновьева и Каменева — а не Сталина.
Ленин и Троцкий, по мнению биографов, были представлены как «последовательные и непримиримые борцы за превращение демократической революции в социалистическую», задачей которых было распространение революции в России на другие страны, с превращением последней в перманентную мировую революцию. Таким образом Троцкий ставил знак равенства между своей концепцией перманентной революции и линией Ленина на перерастание буржуазно-демократической революции в социалистическую.
В статье Троцкий приводил многочисленные факты и документы, из которых следовало, что Каменев являлся «правым» большевиком, стремившимся установлению в стране демократической республики — то есть Каменев обвинялся в меньшевизме, что в то время было «страшным» обвинением для большевика. Фельштинский и Чернявский считали, что внутренним содержанием «Уроков Октября» был как раз вопрос, «как можно доверять такому деятелю»?
Автор, по мнению его биографов, обосновывал публикацию «сенсационной» вступительной статьи недавним поражением коммунистов как в Германии, так и в Болгарии: для поиска причин «жесточайших поражений» он предлагал проанализировать историю Октября.
Пора собрать все документы, издать все материалы и приступить к их изучению!
В частности, рассматривая в статье причины успеха «мелкобуржуазных» партий (меньшевиков и эсеров) на первом этапе революции, Троцкий приходил к выводу, что они смогли опереться на армию. При этом Фельштинский и Чернявский утверждали, что далеко не всё в анализе революционных событий было «точным и достоверным»: часть оценок Троцкого в дальнейшем была «значительно скорректирована». Они полагали, что нарком, стремясь завершить свою работу как можно быстрее, «просто не заметил» ряда противоречий.

## Текст статьи
- Текст статьи на русском языке
- Текст статьи на английском языке

### Книги
на русском языке
- Васецкий Н. А. Л. Д. Троцкий: Политический портрет // К истории русской революции / Л. Д. Троцкий; Сост., авт. биограф. очерка и примеч. Н. А. Васецкий. — М.: Политиздат, 1990. — 447 с. — 150 000 экз. — ISBN 5-250-01372-4.
- Волкогонов Д. А. Троцкий. Политический портрет. — М.: АСТ, 1998. — Т. 2. — 416 с. — (Всемирная история в лицах). — ISBN 5-237-00974-3.
- Дэй Р. Б. Лев Троцкий и политика экономической изоляции = Leon Trotsky and the Politics of Economic Isolation / науч. ред. А. А. Белых; пер. с англ. А. В. Белых. — М.: Дело, 2013. — 469, [1] с. — (Экономическая история в прошлом и настоящем / Российская акад. народного хозяйства и гос. службы при Президенте Российской Федерации). — 1000 экз. — ISBN 978-5-7749-0766-3.
- Роговин В. З. «Троцкизм»: взгляд через годы. — М.: Терра, 1992. — 400 с. — (Была ли альтернатива?). — ISBN 5-85255-128-7.
- Старцев В. И. Второй раунд смертельной схватки // Уроки Октября (с приложением критических материалов 1924 года) / Л. Д. Троцкий; сост. Ю. А. Прохватилов. — СПб.: Лениздат, 1991. — 366 с. — (История КПСС и российской социал-демократии: обращаясь к истокам). — 25 000 экз. — ISBN 5-289-01025-4.
- Фельштинский Ю. Г., Чернявский Г. И. «Уроки Октября» и «литературная дискуссия» // Лев Троцкий. Книга 3. Оппозиционер. 1923—1929 гг. — М.: ЗАО Издательство Центрполиграф, 2013. — 464 с. — ISBN 978-5-227-04064-0.

на других языках
- Corney F. The ‘Literary Discussion’ of 1924 // Trotsky’s Challenge: The ‘Literary Discussion’ of 1924 and the Fight for the Bolshevik Revolution. — Brill, 2015. — 856 с. — (Historical Materialism Book Series). — ISBN 9789004306660. — ISBN 9004306668.
- Corney F. Telling October: Memory and the Making of the Bolshevik Revolution. — Cornell University Press, 2004. — С. 149—175. — 301 с. — ISBN 9780801489310. — ISBN 0801489318.
- Sinclair L. Trotsky. A Bibliography. 2 vol. — Camelot Press Ltd. — Brookfield: Gover Publishing Company, 1989. — Т. 2. — 1350 с. — ISBN 0-85967-820-2.

Статьи
- Daniels R. V.[англ.]. Leon Trotsky (англ.) // Encyclopædia Britannica. — 2016. — 30 June.